# Durlești
Durlești este un oraș în componența sectorului Buiucani, Chișinău, Republica Moldova. Acesta este situat în partea de nord-vest a orașului Chișinău, mărginindu-se cu sectorul Buiucani al capitalei și fiind despărțit de oraș doar de strada Hotinului. Localitatea are o populație de cca. 17 mii de locuitori, fiind atestată documentar pentru prima dată în 1470.
Este legată de capitală prin mai multe rute de maxi-taxi, rutele de autobuz nr. 11 și 12, cât și de rutele de troleibuz nr. 1, nr. 33 (deschisă în octombrie 2022) și nr.35 (deschisă în februarie 2019).

## Istorie
De-a lungul istoriei sale Durleștiul s-a constituit din două localități: Cartușa și Durlești. Legenda spune că localitatea poartă denumirea unuia din primii locuitori stabiliți aici - Durlea sau Drulea. Într-un document emis la 7 aprilie 1636 se vorbește despre un uric ce l-a avut Magda, fata lui Drulea spătar, de la Ștefan Voievod. La început satul purta denumirea de Drulești. Documentele vremii atestă existența în spațiul românesc încă a unei localități cu denumirea Drulești. într-un hrisov, emis de cancelaria domnească a lui Ștefan Tomsa, este menționat „lonasco din Drulești, o așezare din ținutul Roman. 
Deși săpăturile arheologice realizate la Durlești atestă existența în primele secole ale mileniului II al erei noastre, adică după Hristos, a unor așezări medievale stabile pe moșia de astăzi a localității, toponimicul Durlesti este consemnat în actele vremii mult mai târziu. 

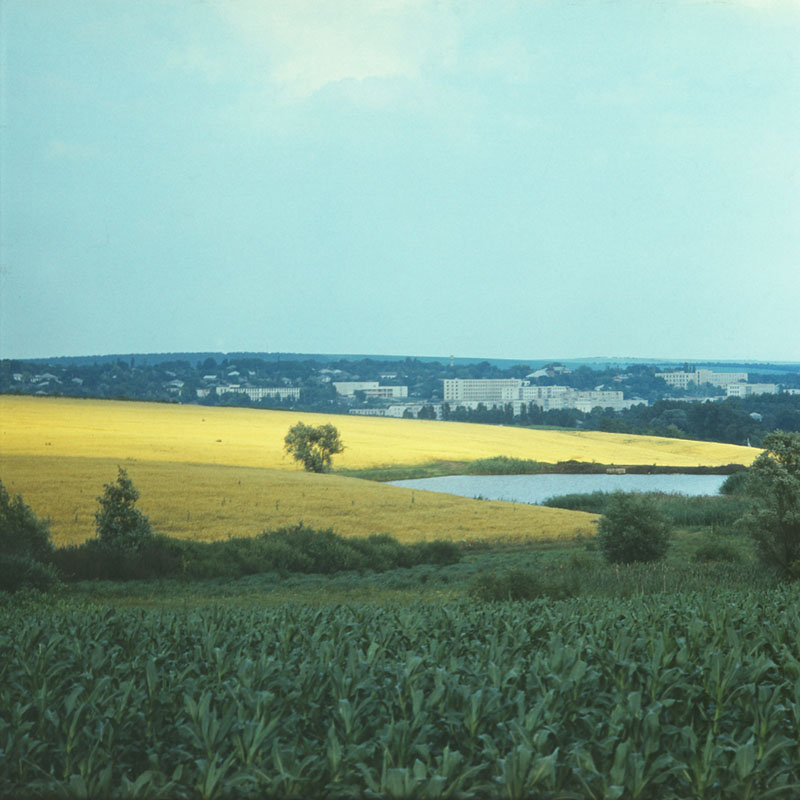
Vedere spre Durlești (1980)

În „Dicționarul statistic al Basarabiei editat în 1923, se menționează că satul Durlești, conform documentelor ce se păstrau la unii răzeși durleștenii ar exista de pe timpul domniei lui Mihai Racoviță - anul 1721. O altă versiune este că „după documente mai vechi, satul ar fi existat cu o altă formație decât cea de pe timpul lui Mihai Racoviță, în anul 1473. Din păcate aceste documente lipsesc și urmează poate a fi găsite. Totuși cel mai vechi document găsit cu prima atestare incontestabilă a Durleștilor datează din 1 iunie 1656, data indicată pe un uric (sau hrisov) domnesc, emis de domnul Moldovei Gheorghe Ștefan, întărind lui Onofrei și Ionascu Bucșan mai multe cumpărături din satul Durlești. 
Biserică Sfinților Voievozi Mihail și Gavriil a fost construită în anul 1783. Din 1861 în Durlesti funcționează o școală parohială bisericească, în 1867 învățau 19 băieți și 3 fete. În 1872 se deschide o școală populară cu o singură clasă. 
Potrivit rezultatelor recensământului din 1774 la Durlești, sat care făcea parte din ocolul Bâcovăț, ținutul Orhei, erau 43 de case. Toți proprietarii caselor erau trecuți la categoria rufeturilor - contribuabili scutiți de plată birului și de unele prestații către stat, plătind în schimb dajdie, adică impozit în bani. Erau 29 de călărași serdărești, slujitori care executau diferite porunci ale serdarilor de Orhei și Lăpușna, 2 mazili (boieri sau dregători în locuit (mazilit), dar care păstrau toată viața titlul dregătoriei, precedat de articolul biv, 1 ruptaș, 1 popă, 1 diacon, 1 volintir în retragere, 5 femei sărace, 1 om stricat de cap și 2 țigani. 
În Condica liuzilor din 1803, Durlești sunt menționați ca sat răzeșesc, cu 101 birnici ce plăteau 2280 lei.
Din anul 1859 satul răzășesc Durlești avea 233 de case și 1342 de locuitori, dintre care 605 parte bărbătească și 737 parte femeiască, iar Cartușa avea 16 curți și 64 de persoane de sex masculin și 69 de persoane de sex feminin.
La 1923 Durleștiul avea 920 de clădiri locuite și 6 clădiri nelocuite, avea 1011 menaje și 6985 de locuitori, 3479 - parte bărbătească și 3506 - parte femeiască. Unități economice: grădini de zarzavat, gospodărie boierească, cooperativă de consum, două cârciumi, moară de vânt. Infrastructura socială: 3 școli primare, biserică ortodoxă, post de jandarmi, agent sanitar, agent de percepere, poștă rurală, primărie. 
Date statistice din 1923 pentru satul Cartușa: clădiri - 42; menaje - 47; populație - 593 (284 bărbați și 309 femei), gospodărie boierească, moară de vânt, școală primară mixtă (de băieți și fețe), poștă rurală, primărie în satul Durlești.

## Demografie
<div class="transborder" style="position:absolute;width:100px;line-height:0;
Structura etnică, conform recensământului din 2014
     Moldoveni și Români (92%)
     Ruși (3,5%)
     Alții (4,5%)

### Structura etnică
Structura etnică a orașului conform recensământului populației din 2014:
| Grup etnic                                               | Populație    | % Procentaj |
| -------------------------------------------------------- | ------------ | ----------- |
| Băștinași declarați Moldoveni Băștinași declarați Români | 11.373 3.421 | 70,7% 21,3% |
| Ruși                                                     | 559          | 3,5%        |
| Ucraineni                                                |              |             |
| Bulgari                                                  |              |             |
| Găgăuzi                                                  |              |             |
| Țigani                                                   |              |             |
| Alții                                                    | 1.857        | 4,5%        |
| Total                                                    | 17.210       | 100%        |

### Religie

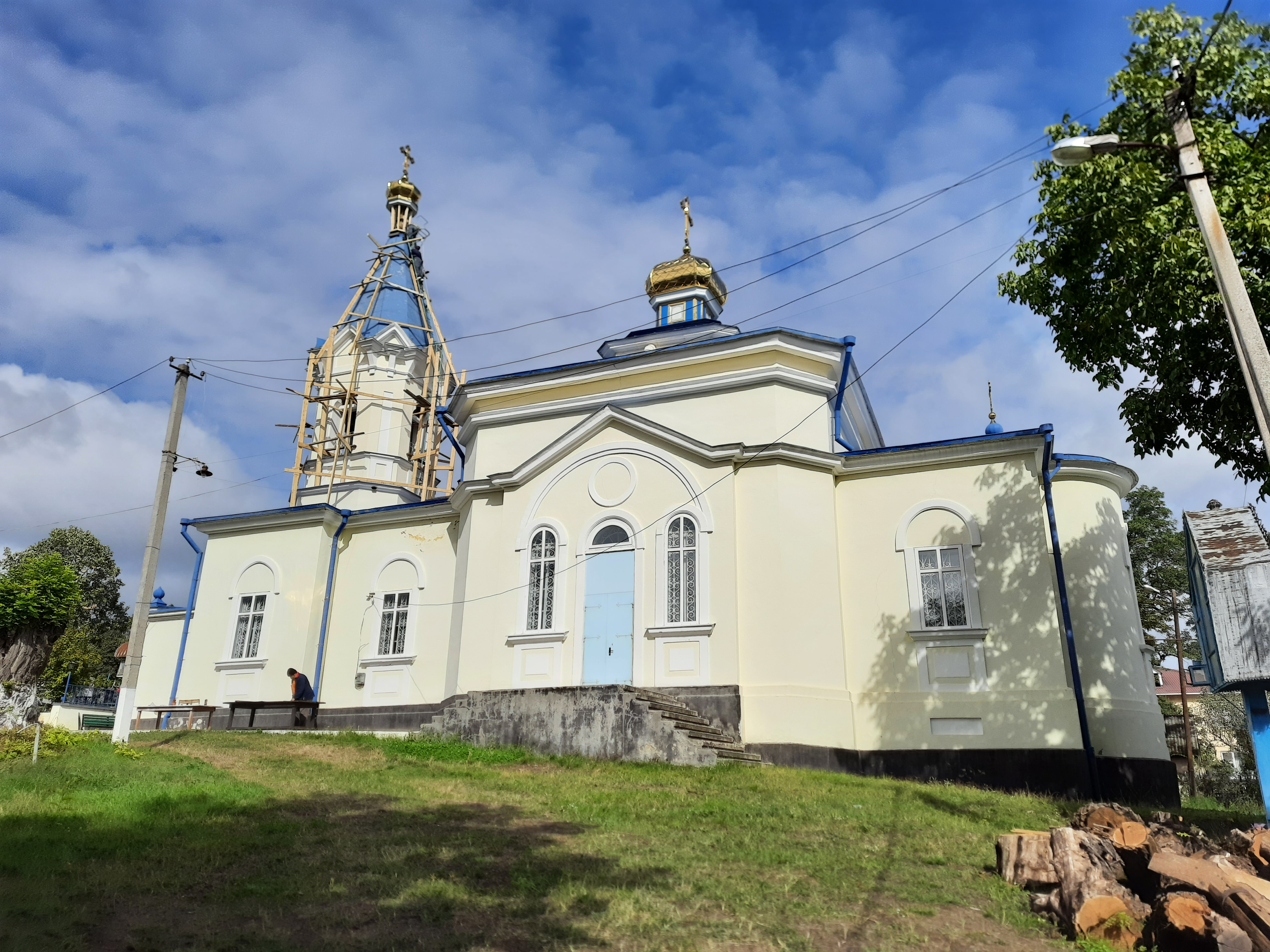
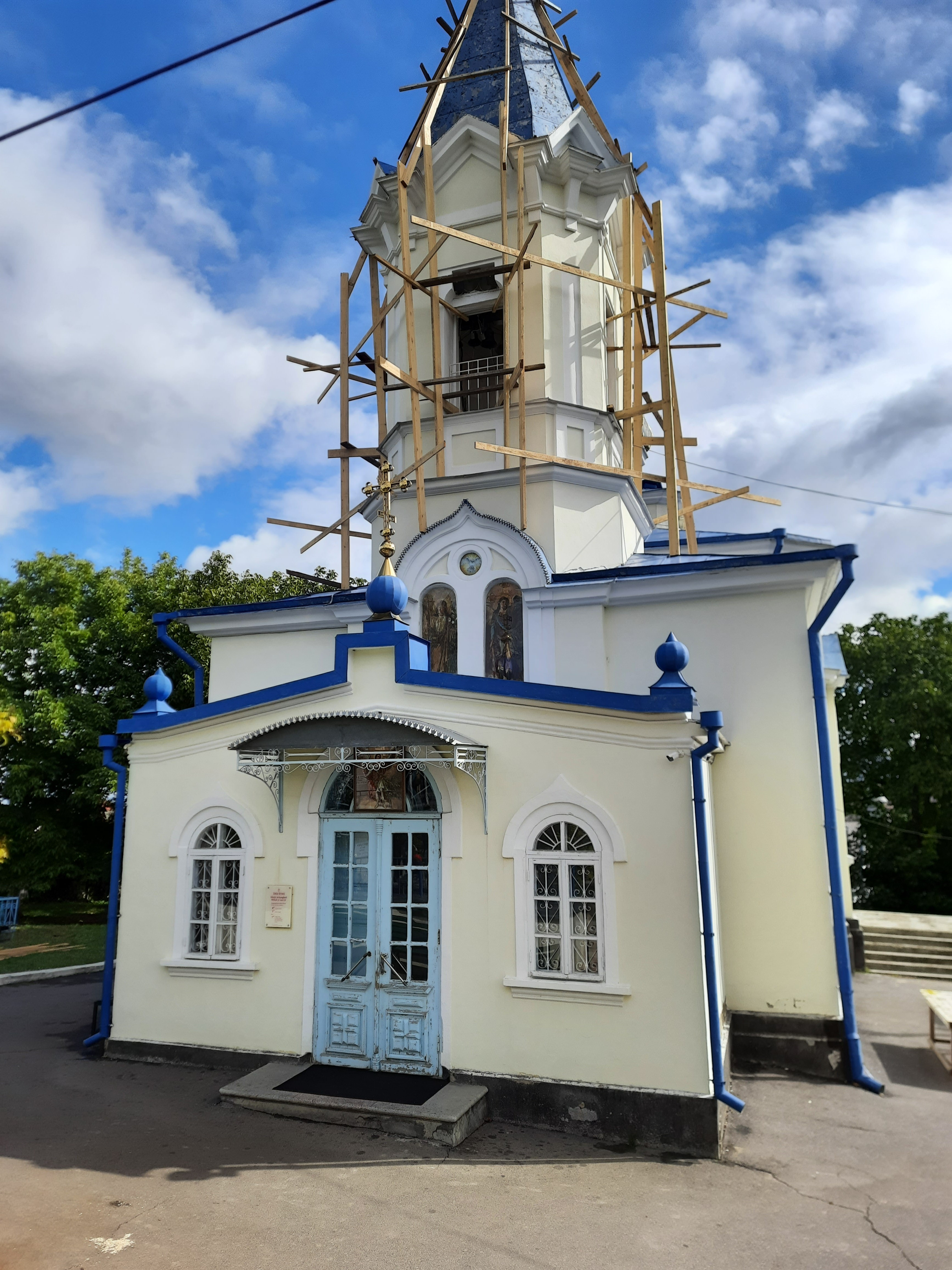
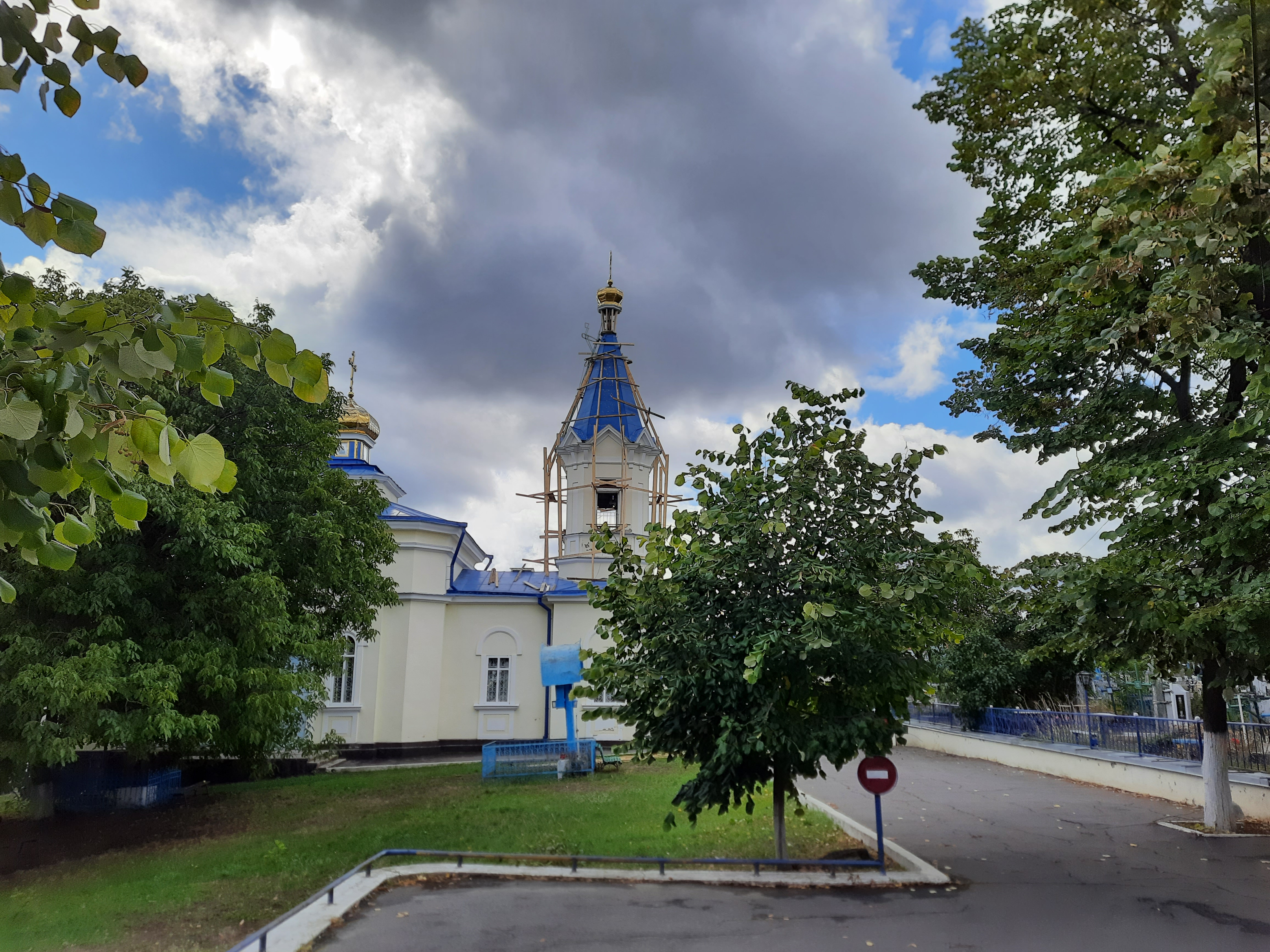
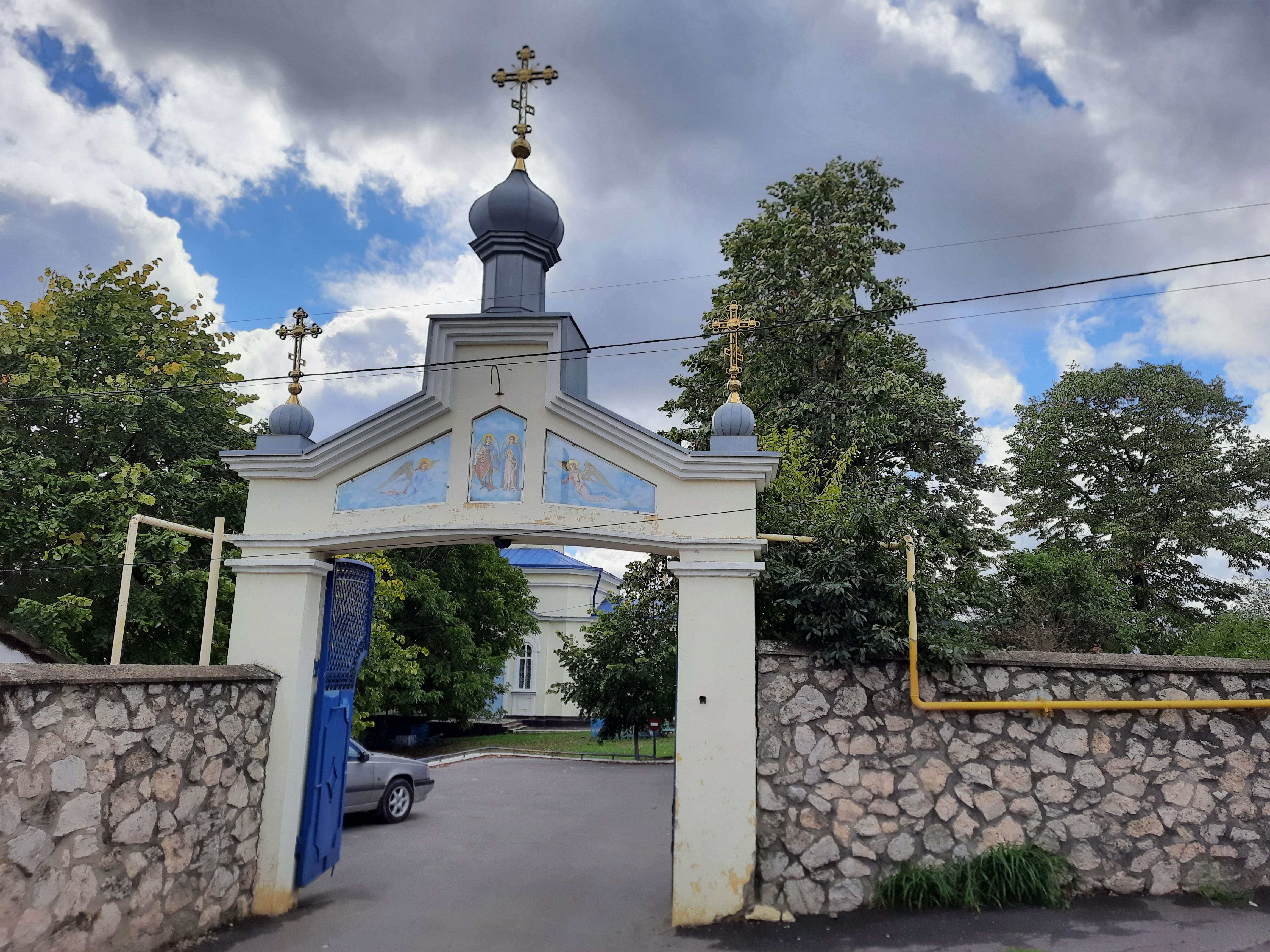

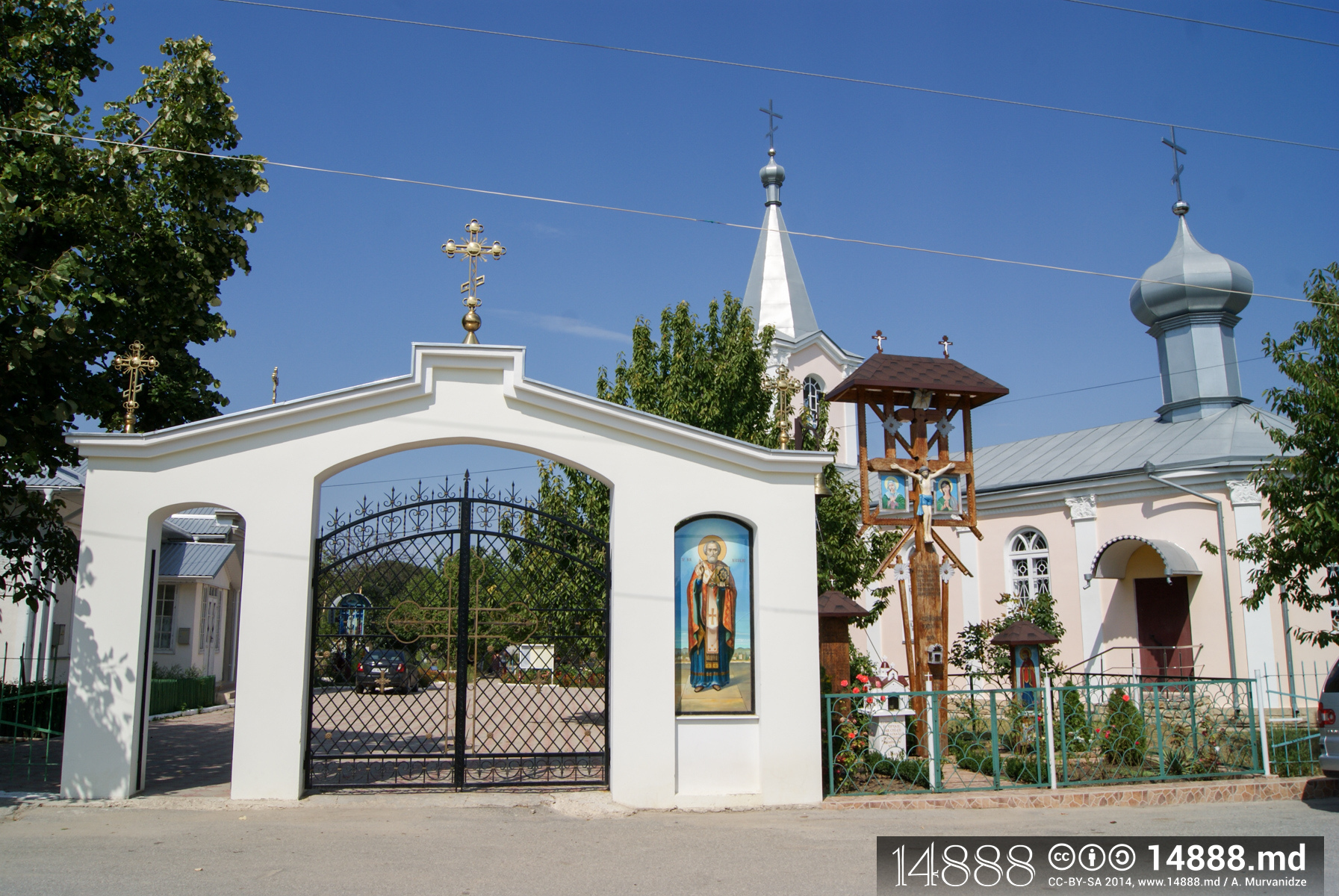
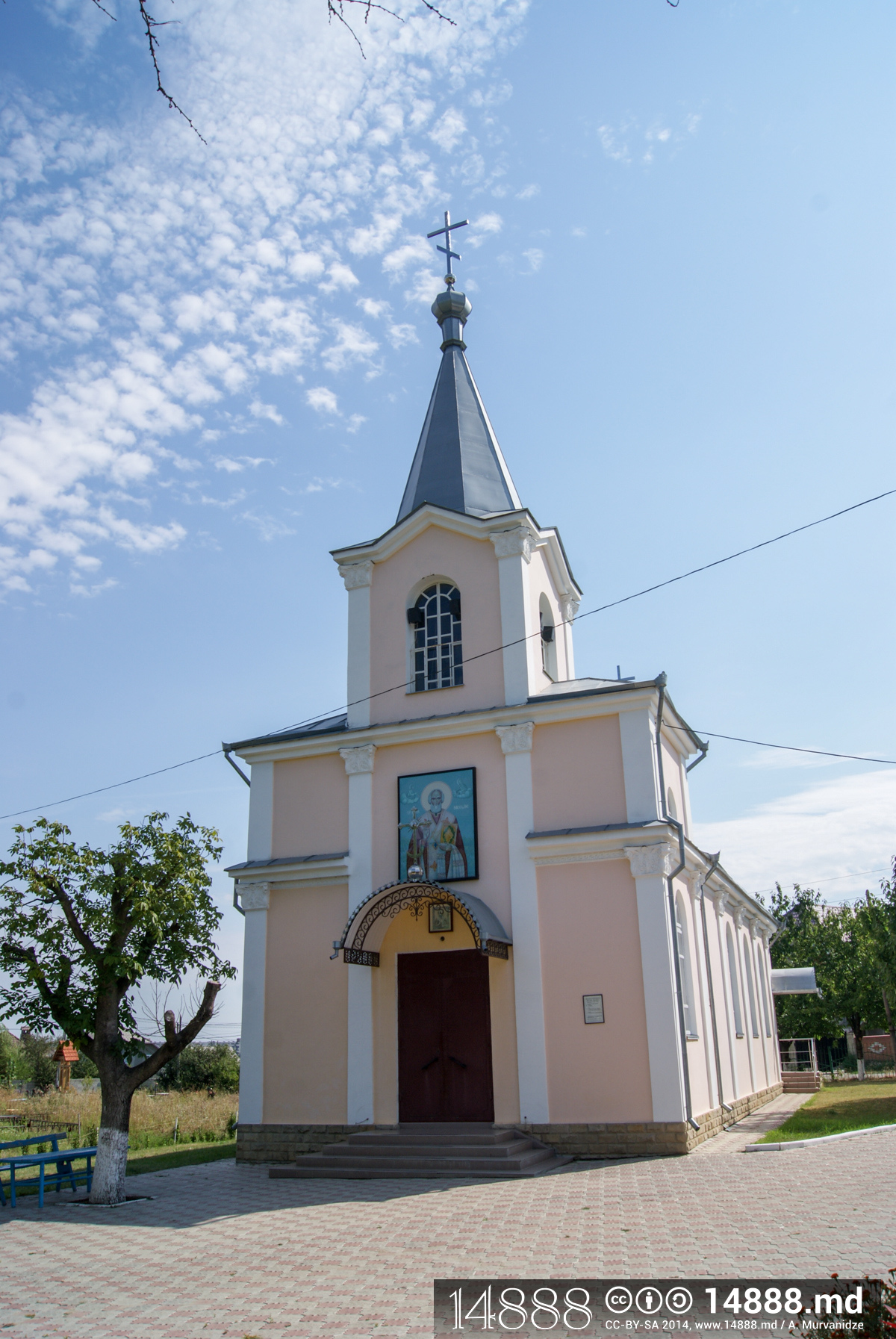
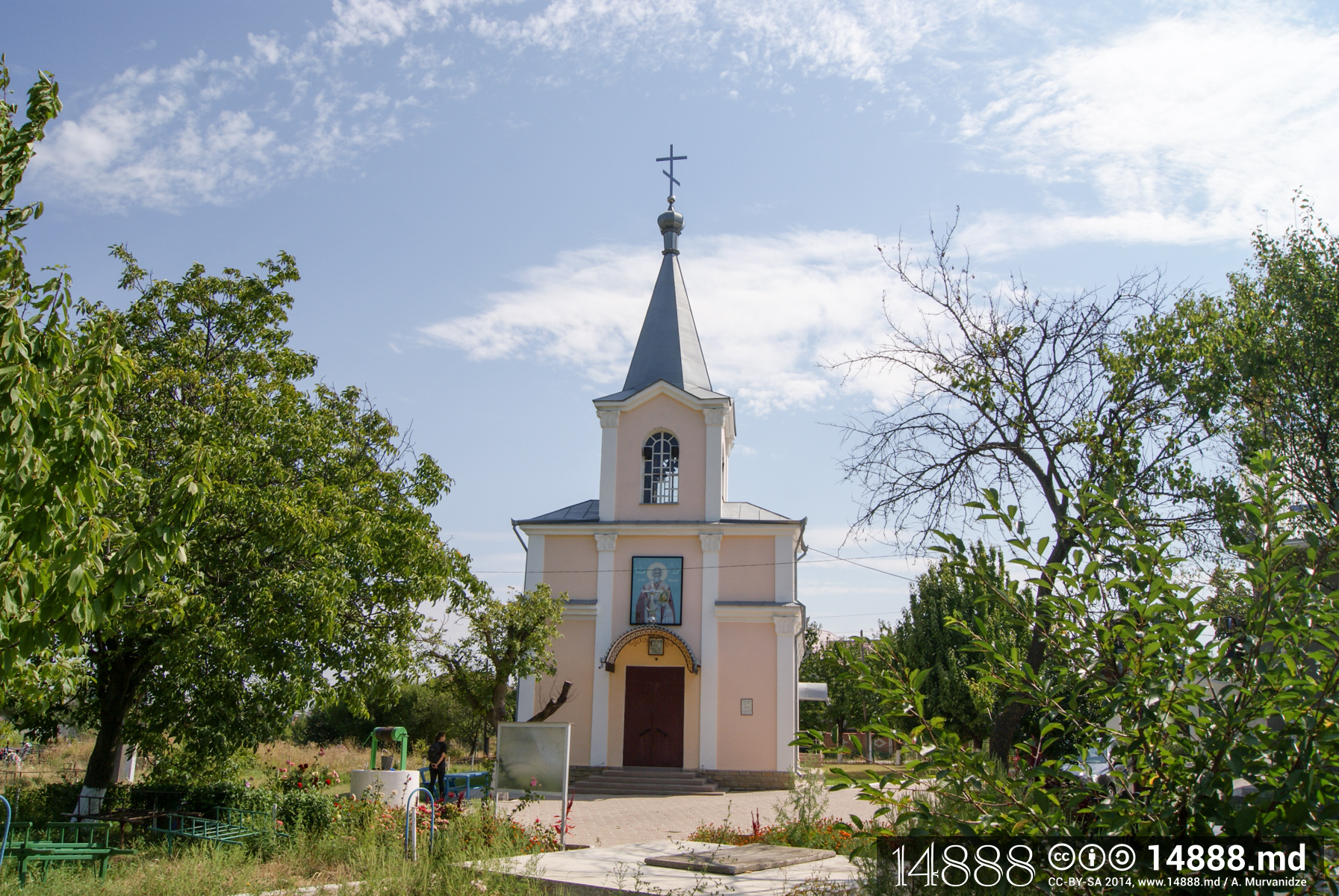

Biserica „Sf. Arhanghel Mihail”
Biserica „Sfântul Nicolae”

## Administrație și politică

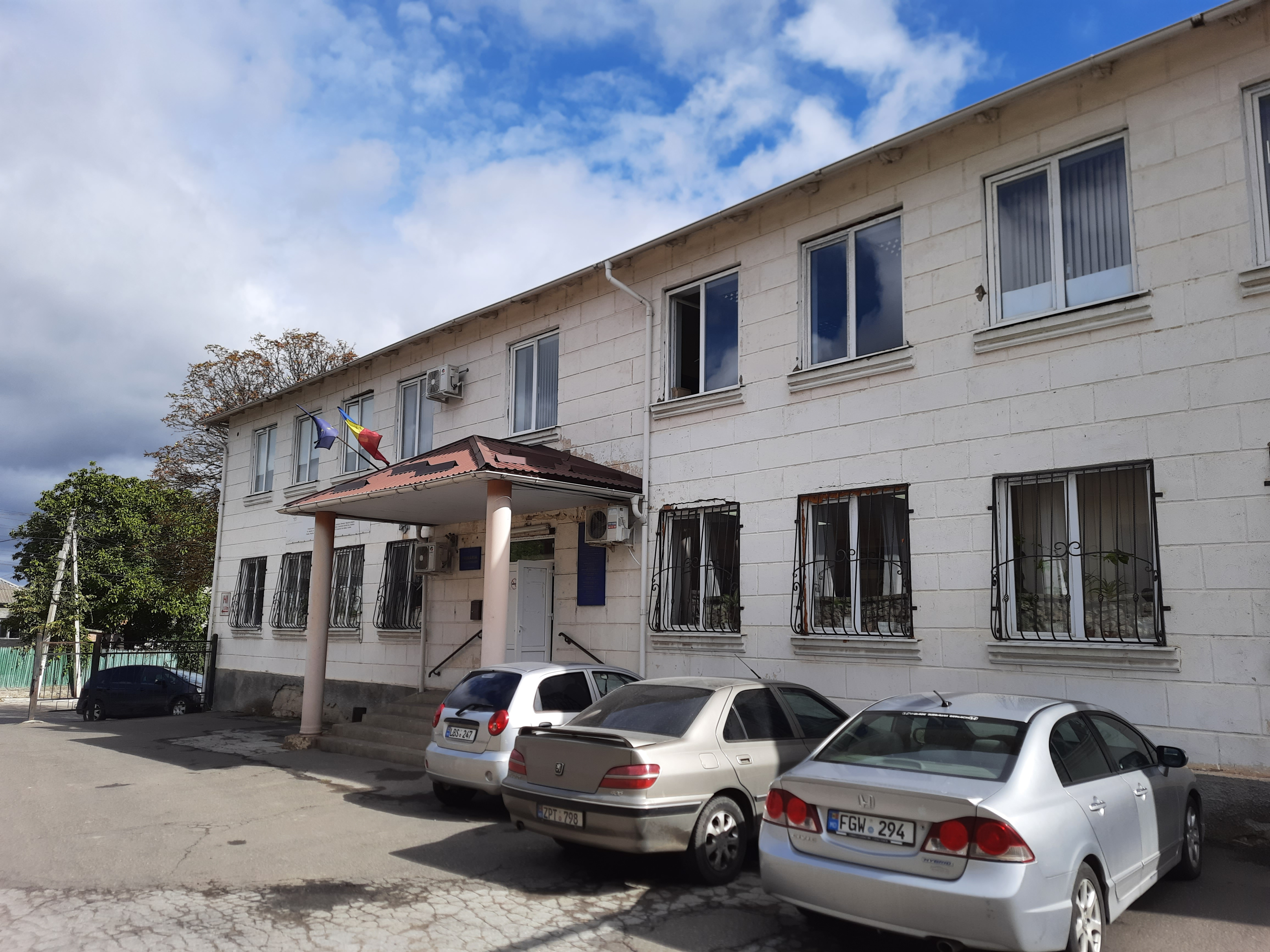
Primăria

Componența Consiliului local Durlești (27 de consilieri), ales la 5 noiembrie 2023, este următoarea:
|  | Partid                                       | Consilieri | Componență | Componență | Componență | Componență | Componență | Componență | Componență | Componență | Componență | Componență | Componență |
|  | -------------------------------------------- | ---------- | ---------- | ---------- | ---------- | ---------- | ---------- | ---------- | ---------- | ---------- | ---------- | ---------- | ---------- |
|  | Partidul Acțiune și Solidaritate             | 11         |            |            |            |            |            |            |            |            |            |            |            |
|  | Mișcarea Alternativa Națională               | 8          |            |            |            |            |            |            |            |            |            |            |            |
|  | Coaliția pentru Unitate și Bunăstare         | 7          |            |            |            |            |            |            |            |            |            |            |            |
|  | Partidul Socialiștilor din Republica Moldova | 1          |            |            |            |            |            |            |            |            |            |            |            |

## Social

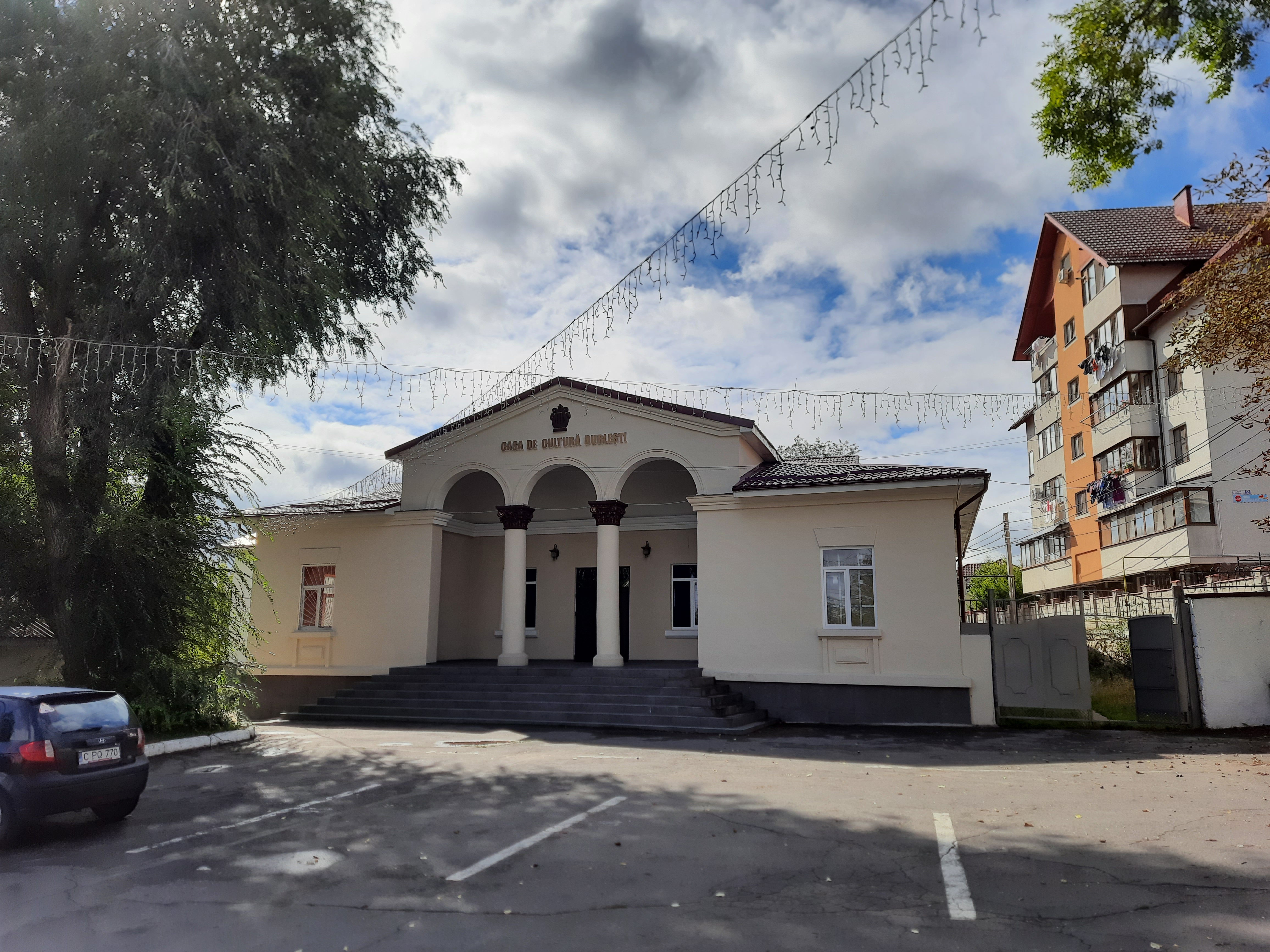
Casa de cultură

Avand 9000 de case individuale cu gospodarii Durleștiul are și câteva cartiere cu blocuri de locuit de 3-5 nivele (Cartusa, Gribov, Testemiteanu, ASCHIM). În oraș funcționează mai multe instituții publice finanțate de la buget. Dintre care 4 grădinițe cu 752 copii, 3 școli în care studiază 1760 elevi, Centrul de Sănătate cu 70000 de vizite pe an în care activează 90 de persoane, Căminul Cultural, biblioteca.

## Personalități născute aici
- Vladimir Bodescu (1868 - 1941), avocat, om politic român.

## Galerie de imagini

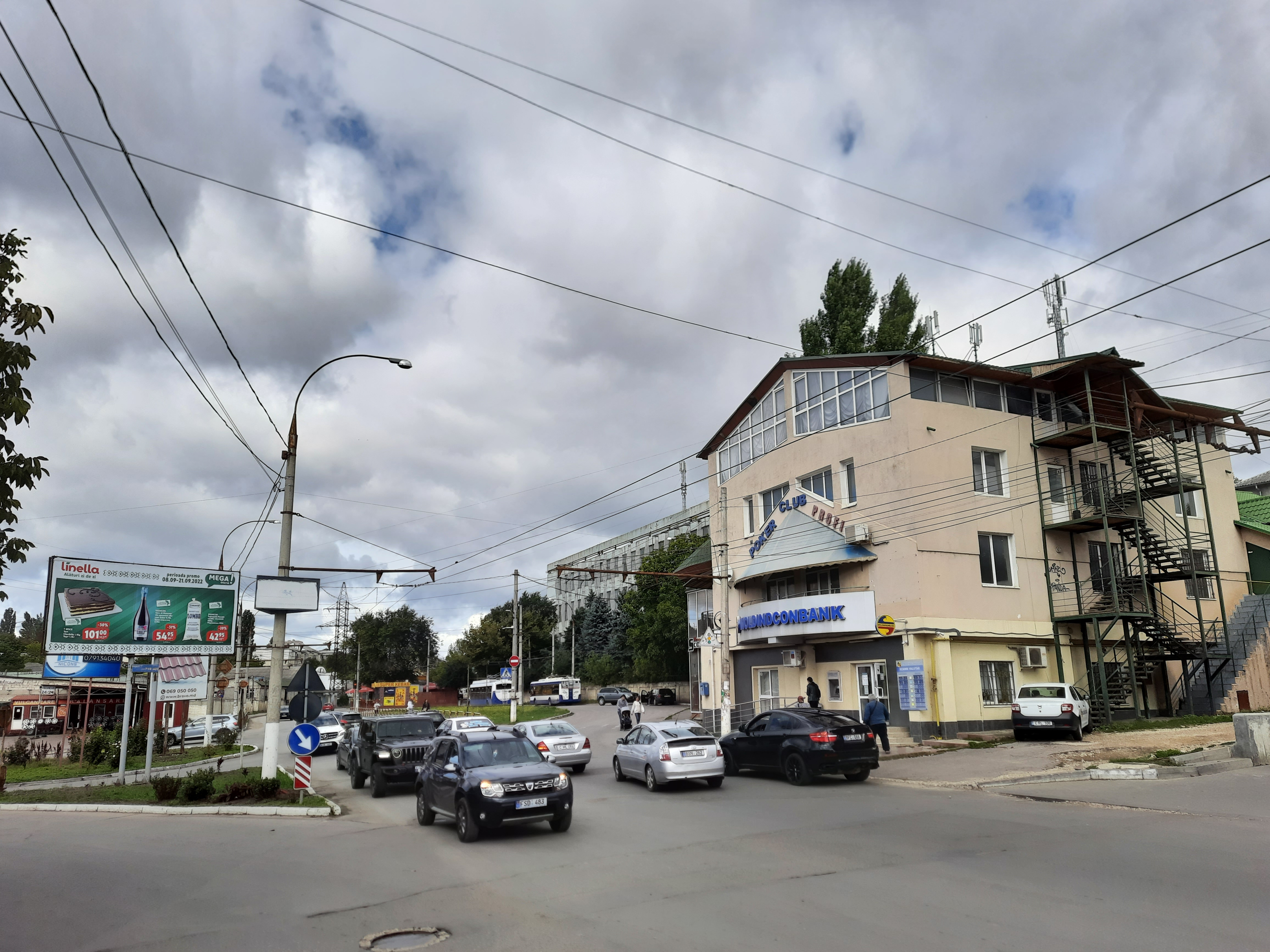
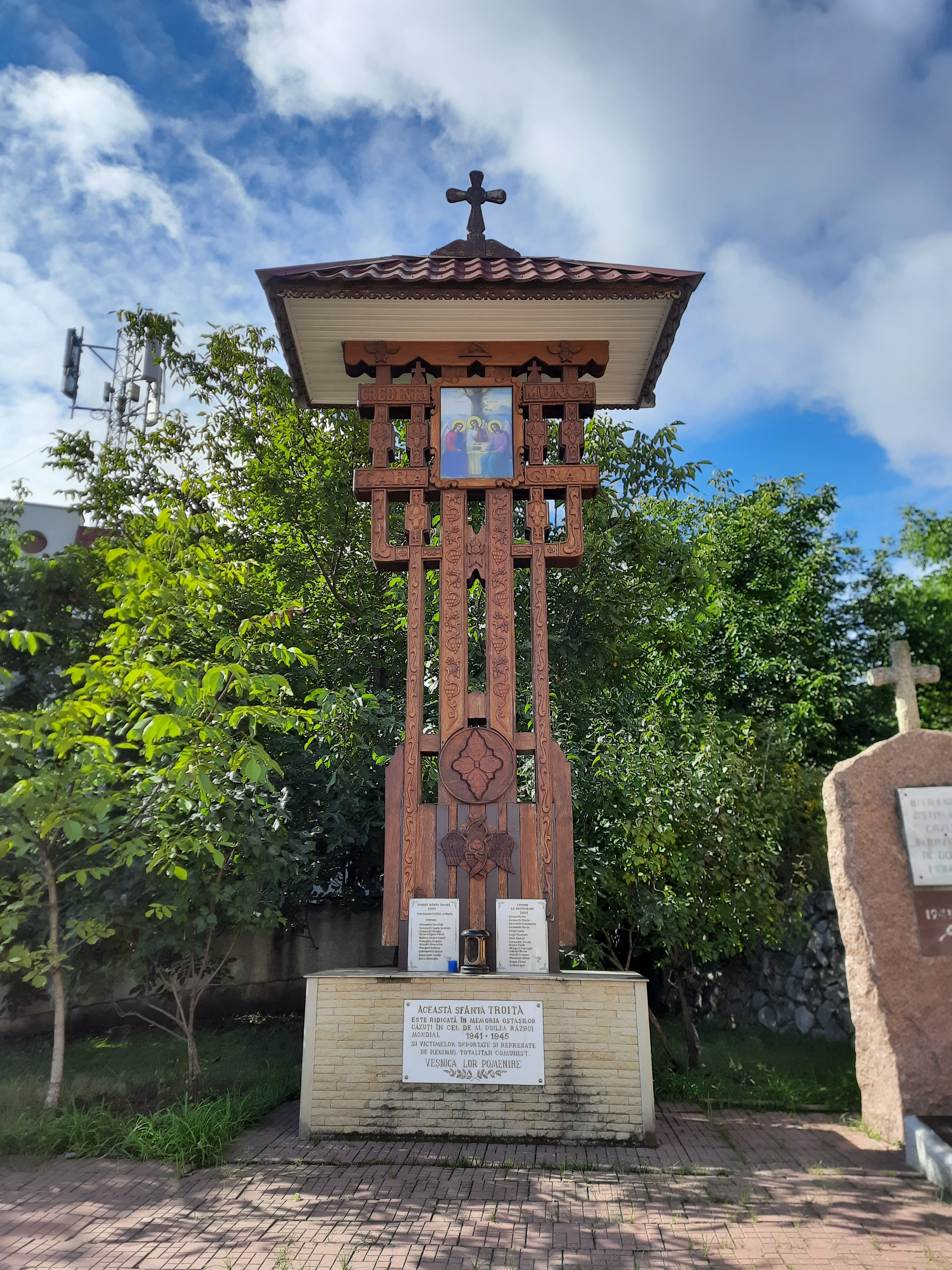
Troiță în memoria ostașilor căzuți în Al Doilea Război Mondial
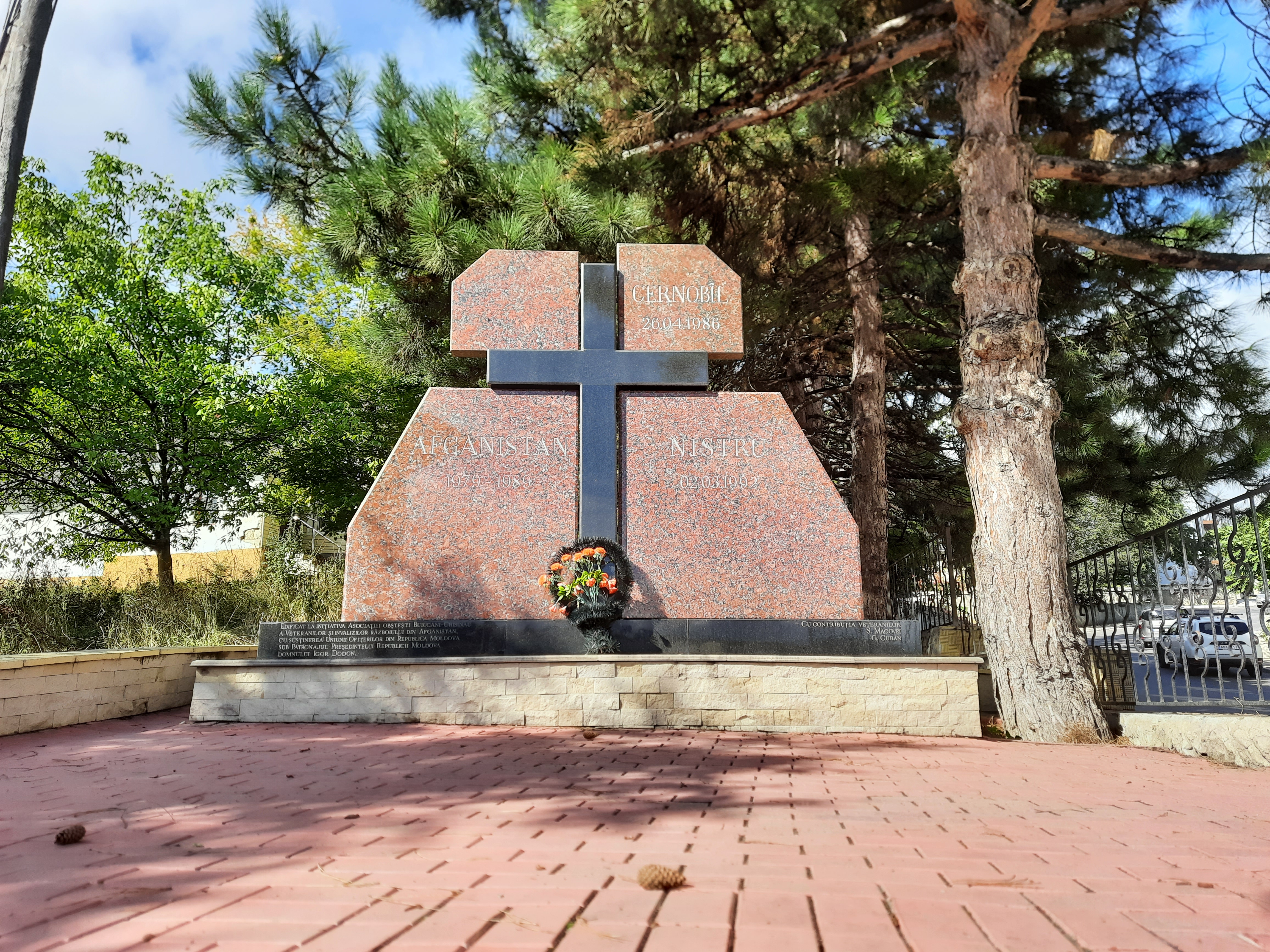
Memorialul dedicat lichidatorilor avariei de la Cernobîl, victimelor războiului sovieto-afgan și victimelor conflictului armat de pe Nistru.
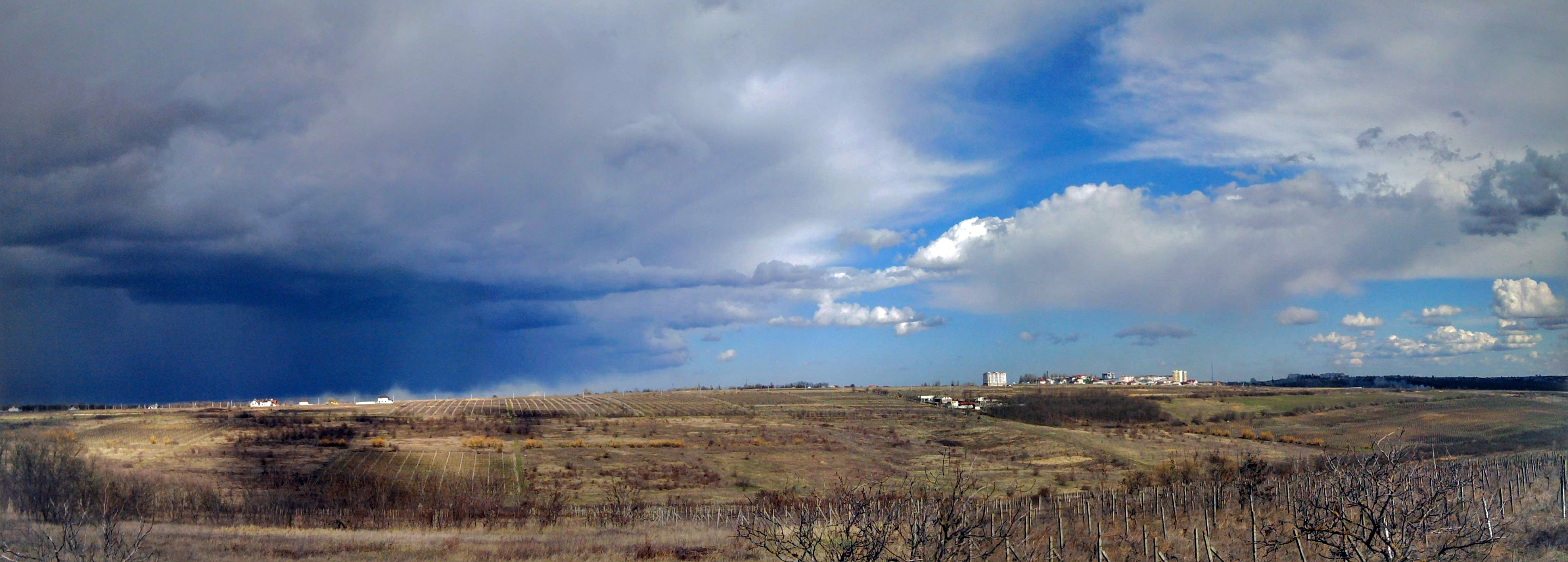
Panoramă îndepărtată.

## Orașe înfrățite
- Blaj, România. Înfrățirea cu municipiul Blaj s-a decis în anul 2003.